# Ángel T. Lo Celso
Ángel Terencio Lo Celso (Buenos Aires, 5 de marzo de 1900-ibíd., 1974) fue un ingeniero civil y arquitecto argentino. Desarrolló una intensa obra que abarca diversas etapas estilísticas, aunque puede ser considerado como uno de los introductores de la arquitectura moderna en Córdoba. Realizó una importante actividad como teórico y ensayista en temas de arquitectura. A partir de su iniciativa, fue fundada la Facultad de Arquitectura de la Universidad Nacional de Córdoba (UNC).
Además fue una persona relevante en el ámbito académico de la ciudad de Córdoba. Fue el fundador y primer director de la Escuela Superior de Bellas Artes de la Universidad Nacional de Córdoba (1949); autor del proyecto de creación de la Facultad de Arquitectura y primer decano de la misma (Córdoba, 1953-1955) y decano de la Facultad de Ingeniería en dos oportunidades: 1948 a 1951 y 1953 a 1955.
Obtuvo los siguientes títulos académicos:
- Técnico Constructor Nacional por la Escuela Industrial de la Nación, Rosario, 1917.
- Profesor Superior de Violín por el Conservatorio Santa Cecilia, Rosario, 1918.
- Ingeniero Geógrafo, Universidad Nacional de Córdoba, 1921.
- Ingeniero Civil, Universidad Nacional de Córdoba, 1923.
- Arquitecto, Universidad Nacional de Córdoba, 1939.
- Lic. en Filosofía, Universidad Nacional de Córdoba, 1942.

## Biografía

### Infancia y adolescencia
1900: nace el 5 de marzo en Capital Federal (Argentina) Ángel Terencio Lo Celso, del matrimonio compuesto por Juan C. Lo Celso y Paulina M. Martini. Cuando Lo Celso era aún pequeño toda la familia se traslada a vivir a la Ciudad de Rosario, Santa Fe.
1917: obtiene el título de Constructor Nacional (estudios secundarios) en la Escuela Industrial de la Nación de la ciudad de Rosario.

### Universidad
1921: Obtiene el Título de Ingeniero Geógrafo de la Universidad Nacional de Córdoba donde reside.
1923: Premio al mejor Estudiante de la Promoción de Ingenieros Civiles. Obtiene el título de Ingeniero Civil de la Universidad Nacional de Córdoba. Docente de Arquitectura y de Historia del Arte de la Academia Provincial de Bellas Artes desde 1923 hasta 1948.
1926: Ingeniero de la Dirección Nacional de Vialidad desde 1926 hasta 1928. Premio a la Mejor Fachada en 1926. Autor del proyecto.
1927: Docente de Arquitectura en la Escuela Profesional Anexa de la Facultad de Ingeniería de la UNC desde 1927 hasta 1953.
1928: Publica el primer artículo La arquitectura moderna en la revista «La Ingeniería» del Centro de Ingenieros de Córdoba.
1929: Obtiene el título de Arquitecto de la Universidad Nacional de Córdoba. Fue el Arquitecto Proyectista y Director de la Exposición de Arquitectura del Centro de Ingenieros de Córdoba. Construye la casa en calle Rosario de Santa Fe 254.

### Arquitecto

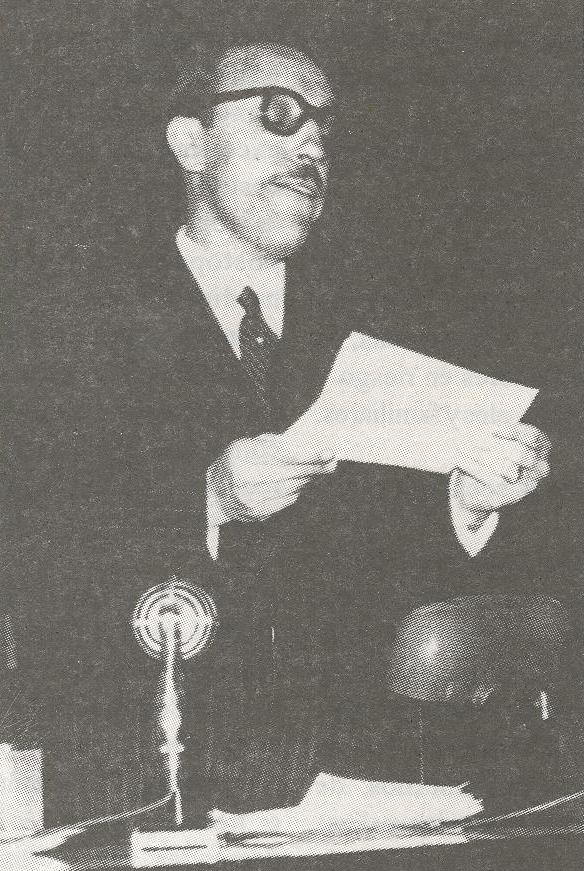
Ángel T. Lo Celso en conferencias

1930: Construye la Casa para la familia Feigin en calle Bv. Chacabuco 1145.
1931: Arquitecto Proyectista y Director de la Exposición de Industria y Comercio desarrollada en el Parque Sarmiento de Córdoba. Construye: Agencia Ford de los hermanos Feigin en Humberto Primero 444 y la Casa de la familia Evangelisti en Bv. Chacabuco 675.
1932: construye la casa Schunk de Kutter en calle Bedoya 875.
1933: Le hacen un reportaje del «diario Córdoba» sobre Problemas de Arquitectura, 27/09/1933.
1934-36: Publica artículos como: Racionalismo y Tradicionalismo en Arquitectura en el diario «El País», Córdoba, 3/01/1934; Arte Religioso en «Los Principios de Córdoba», 9/08/134; El Urbanismo, en «Comercio y Tribunales», 9/08/1936.
```
1937
: Se inaugura el hotel Carena en la Ciudad de Carlos Paz. Proyecto arquitectónico de gran envergadura creado por Lo Celso. (El hotel funcionó hasta 1970. Pasaron por allí grandes personalidades del arte, la política e intelectuales. En 1980 el ex interventor José A. Galíndez, adquirió el edificio para instalar las oficinas del municipio y desde 1981 es el «Palacio Municipal 16 de Julio».)
```

1938: Arquitecto Proyectista y Director de la Exposición de Higiene, Pabellón de las Industrias, Córdoba.
1939: Delegado de la Sec. Urbanismo y Estética Edilicia de la Sociedad Central de Arquitectos de Buenos Aires.
1940-1944: Miembro del Consejo Directivo de la Facultad de Ingeniería de la UNC.
1942: Obtiene el título de Licenciado en Filosofía de la Universidad Nacional de Córdoba.
1943: Publica la Primera Edición de su obra Euritmia Arquitectónica, editada en la imprenta de la Universidad y distribuida por Assandri.
1944: Profesor Extraordinario de Historia del Arte en la Facultad de Filosofía y Humanidades de la Universidad Nacional de Córdoba, hasta 1955.
1946: Es designado presidente de la Sociedad de Arquitectos de Córdoba, cargo que ejerce hasta 1948. Publica Espíritu y forma en el arte primitivo cristiano, imprenta de la UNC, distribuidor El Ateneo. Pronuncia una serie de conferencias en distintas facultades y es entrevistado por medios de comunicación.
1947: Delegado de la UNC y de la Sociedad Central de Arquitectos al IV Congreso de Arquitectura Internacional en Lima, Perú. Pronuncia las conferencias Un poeta y una obra: Dante y la Divina Comedia en el Jockey Club; Las Artes en 1800 en la Academia de Bellas Artes; El arte romántico en la plástica y en la música en el Museo de Bellas Artes de Santa Fe.
1948: Delegado de la UNC y de la Sociedad Central de Arquitectos de Buenos Aires al Congreso de Arquitectura Internacional en Lausana, Suiza. Decano de la Facultad de Ingeniería de la Universidad Nacional de Córdoba desde hasta 1951. Publica las obras Por rutas de América. Un viaje al Perú y Sentido espiritual de la Arquitectura en América, imprenta de la UNC, distribuidor Ateneo.

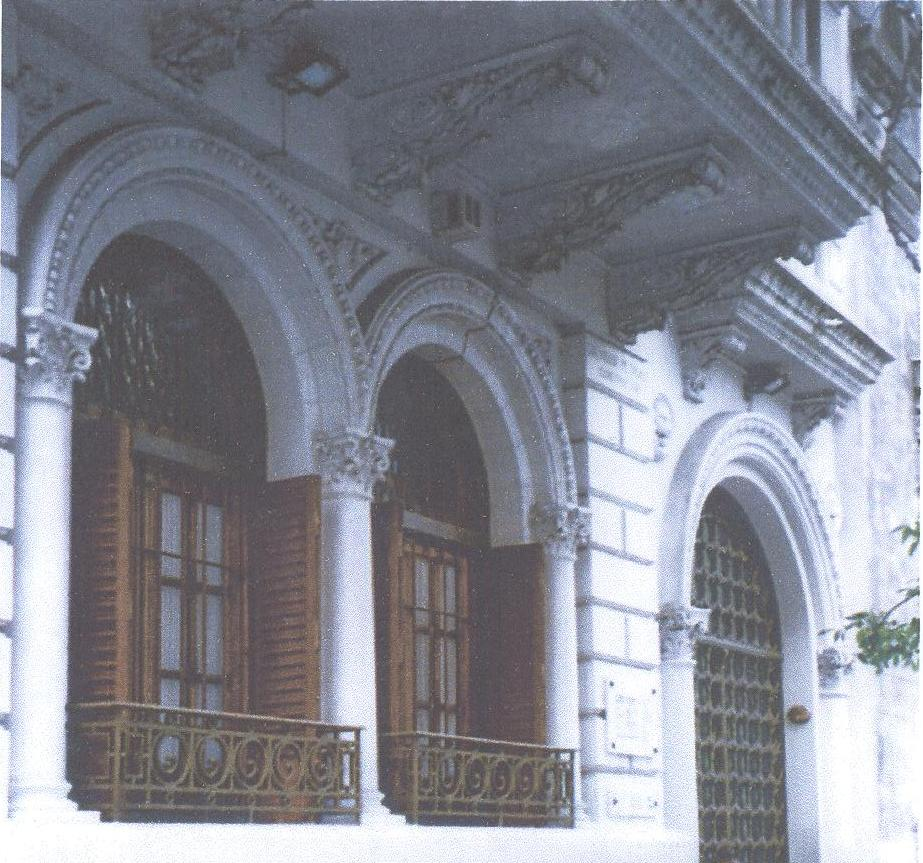
Frente parcial de la casa diseñada por el Arq. para sus padres, calle Rioja 2234, Rosario

1937: Se inaugura el hotel Carena en la Ciudad de Carlos Paz. Proyecto arquitectónico de gran envergadura creado por Lo Celso. (El hotel funcionó hasta 1970. Pasaron por allí grandes personalidades del arte, la política e intelectuales. En 1980 el ex interventor José A. Galíndez, adquirió el edificio para instalar las oficinas del municipio y desde 1981 es el «Palacio Municipal 16 de Julio».)
1949: Fundador y primer Director de la Escuela Superior de Bellas Artes de la UNC. Publica las obras: La casa antisonora y antitérmica; Fundamento y Proyecto de Ordenanza creando la Escuela Superior de Bellas Artes de la Universidad Nacional de Córdoba. Publica el artículo «Lorenzo de Médicis» en el diario Los principios, el 20/11. Pronuncia las conferencias Goethe y las Bellas Artes y Chopin en la UNC.
1950: Publica la segunda edición Euritmia Arquitectónica, editada en la imprenta de la Universidad y distribuida por El Ateneo.
1951: Publica Giuseppe Verdi con la imprenta de la UNC.
1952: Publica Filosofía de la Arquitectura y El milagro de Asís, arte y mística  con la imprenta de la UNC, distribuidor Ateneo. Publica diversos artículos y dicta diversas conferencias.
1954: Publica la obra Arquitectura y construcciones rurales con la imprenta de la UNC.
1955: Publica Realidad y abstracción en el arte de la pintura y Factores Psicogenéticos en el arte con la imprenta de la UNC.
1959: Publica el artículo científico Fattori Genetici nella omologia psico-estetica, en Rivista Scienza e Tecnica, Nápoles, Italia, en colaboración con el prof. Sachetti.
1968: Publica Imagen de Córdoba, un volumen de 95 páginas de Ediciones Acleón, Buenos Aires. En diciembre publica un extenso artículo titulado «Roberto Viola: Artista y Pedagogo» en el diario Los Principios.
1973: Publica su obra magna 50 Años de Arte Plástico en Córdoba, un volumen de 881 páginas, de Ediciones Banco de Córdoba. El reconocido historiador Efraín U. Bischoff comenta sobre el libro:

Nada ha sido olvidado por el autor, quien ha pasado largos años indagando, buscando nuevos datos, corrigiendo posibles errores y mencionando a los autores que en menor cuantía habían entrevisto la posibilidad de un monumento editorial como que la hizo posible con la publicación "50 años de Arte Plástico en Córdoba". (...) Hemos deseado abrir este recuerdo para rendir homenaje no solo al autor del libro sino también puntualizar cómo una institución del Estado puede entregar al pueblo una formidable grandeza de cultura, aunque para ello tenga que ir hasta las raíces del contenido de sus arcas.
Efraín U. Bischoff

Varios artículos periodísticos hablan de esta obra:

Se trata de una tarea paciente que el autor ha dividio en tres partes, para contemplar en la primera de ellas una visión de la plástica en la provincia; en la segunda, la labor de los artistas, nativos o no, que actuaron o que actúan en el mismo medio y por último una suerte de miscelánea ilustrativa necesaria para contemplar la obra emprendida.

A lo largo de su trayectoria profesional pronunció numerosas conferencias sobre distintos aspectos del arte, la historia, la arquitectura, tanto local como universal.

## Arquitectura
Ángel T. Lo Celso es uno de los pioneros del Movimiento Moderno en Córdoba. Sus creaciones reflejan algo de las corrientes en las que participó: al comienzo de su ejercicio profesional participó del Academicismo, transitó después por el art déco. Más tarde se orientó hacia el Racionalismo y finalmente retomó la «línea tradicional». Trabajó inspirado por la época en la que vivía. Entre otros conceptos, buscó profundizar en la definición del ser nacional, concepto que estuvo en auge por esos años.

LO CELSO, ÁNGEL TERENCIO: desarrolló una intensa obra que abarca diversas etapas estilísticas, aunque puede ser considerado como uno de los introductores de la Arquitectura Moderna en Córdoba. Realizó una importante actividad como teórico y ensayista en temas de arquitectura. A partir de su iniciativa, fue fundada la Facultad de Arquitectura de la Universidad Nacional de Córdoba.
 Historia de la Arquitectura en Córdoba

Los arquitectos contemporáneos que junto a Lo Celso dejaron también su huella fueron: Jaime Roca, Juárez Cáceres, Gómez Molina, Arrambide y Revuelta. Todos ellos junto a Lo Celso fueron los protagonistas clave de una época arquitectónica en Córdoba.

### Protagonismo con el art déco
En 1925 la Exposición Internacional de Artes Decorativas e Industria de París pone en evidencia un gran despliegue de diseñadores que muestran los avances de las artes decorativas aplicadas a la arquitectura, diseñadores que, además, procuran la creación de un arte social acorde con la modernización que vive la sociedad. Este acontecimiento clave que saca a la luz la arquitectura moderna y el carácter de una nueva estética relacionada con la industria de países centrales, liderados por Francia y Alemania, se traslada a Latinoamérica por medio de la difusión de revistas especializadas y de un factor para nada despreciable: el cine.
Como arquitecto de los sectores económicos medio-alto y por sus conexiones con algunas familias relacionadas con el comercio y la industria, Lo Celso tuvo la posibilidad de desarrollar su lenguaje y sus conceptos teóricos en lo que hace a las diferentes tipologías, viviendas unifamiliares y comercios especialmente. Esta relación le posibilitará construir la casa Feigin en 1930, y la agencia Ford de los hermanos Feigin en 1931, año en el que es protagonista absoluto en la Exposición de la Industria y Comercio que se desarrolla en el Parque Sarmiento, Córdoba.
Lo Celso construyó una larga lista de casas suburbanas, tituladas como: Julián Merino; Minuzzi; No me Olvides (en el camino a Villa Allende), la casona de Nicanor Carranza (frente al Parque Autóctono), casona de la calle Rosario de Santa Fe 254, entre otras muchas. La casona ubicada en la calle Nicanor Carranza es un excelente ejemplo de la obra de Lo Celso. En un mismo edificio se observan ventanas rectas, techos planos con una terraza superior, balcones y galerías. Todos los elementos juegan entre sí para dar como resultado una equilibrada armonía entre las líneas verticales y horizontales. Todas las caras de esta casona son diferentes y sin embargo componen un conjunto unitario. La conformación responde más bien a la idea del recorrido elaborado por la Bauhaus, tan en boga en los círculos intelectuales contemporáneos al arquitecto.

## Premios y reconocimientos públicos
Recibió la Medalla de Oro tanto en el Profesorado Superior de Violín como en la Facultad de Ingeniería: premio al Mejor Estudiante. La Municipalidad de Córdoba le dio el reconocimiento a la mejor fachada.
Entre otras Instituciones, perteneció a la Sociedad Argentina de Escritores. Fue galardonado como Socio Benemérito de la Sociedad Dante Alighieri de Roma; fue Socio Honorario de la Asociación de Artistas Plásticos de Córdoba y Socio Fundador de la Sociedad de Arquitectos. En 1965 recibió con honor la Condecoración de Caballero de la Orden del Mérito de la República Italiana: Gran Cruz distintiva de 1.ª clase.
A título de ejemplo se mencionan algunos reconocimientos públicos a su labor profesional:
- En el Decanato de la Facultad de Ingeniería de la Universidad Nacional de Córdoba se encuentra un retrato del Arq. Lo Celso pintado por el artista Garzón Masón quien resumió así su admiración por el homenajeado: «A un lustro de su sensible desaparición, dedico esta muestra como reverente homenaje al prestigioso caballero y honorable señor que fue, y que es un espíritu, don Ángel T. Lo Celso, a quien conocí personalmente en las postrimerías de su fecunda y brillante existencia y de quien pude aquilatar y admirar las diversas facetas de su fino y elevado espíritu».[10]

- El 18 de agosto de 1994, la Biblioteca de Córdoba organizó una conmemoración por los 20 años de su fallecimiento. A tal evento se unió la Asociación de Amigos del Museo Caraffa:

Personalidad como la del Arq. Angel T. Lo Celso, tan sobresaliente en el campo profesional, artístico y filosófico, unida a su hombría de bien, merece ser destacada y tomada como ejemplo para las nuevas generaciones.
Amigos del Museo Caraffa

- El 31 de mayo de 1999, la Facultad de Ciencias Exactas, Físicas y Naturales de la Universidad Nacional de Córdoba organizó un Concurso de Escultura titulado «Ing. Arq. Angel T. Lo Celso». Tuvo como objetivo seleccionar una obra escultórica para ser destinada al Patio Central del Pabellón de Ingeniería en Ciudad Universitaria.

En diferentes partes de la ciudad de Córdoba, el nombre de Ángel T. Lo Celso se inscribe en placas, edificios, monumentos y calles.

## Vida privada
El Arq. Ángel T. Lo Celso se casa con Feodora Margarita Fleurent el 4 de diciembre de 1926, con quien tiene cinco hijos: Graciela, Delfina Beatriz, Juan Eduardo, Susana y Ángel Horacio.

Paralelo al camino de los honores, que conquistó por derecho propio, el inmenso cariño que sentía por sus hijos y nietos lo hizo estudioso de trucos de magia, a la que, privadamente, se dedicó con ahínco llegando a ser un experto en la misma para poder así entretenernos en familia.
Ángel Horacio Lo Celso

El 21 de marzo de 1968 fallece su esposa. En 1974, unos pocos meses antes de morir, Ángel T. Lo Celso contrajo segundas nupcias con María Teresa Fernández Yayle.

¿Hubo un Arq. Lo Celso poeta?
 Sí, deseo recordar unos versos suyos fechados allá por 1959:
 Nada...

Nada, ni nadie envejece en la vida 

si miramos con ojos de Amor,

y si éste es grande, noble y puro.

Y eterna hierve la sangre en las venas

corre siempre un río de ternura

que borra las grietas, la duda, el dolor...

¡es que nada, ni nadie envejece en la vida,

si vivimos mirando con amor!
Ángel Horacio Lo Celso

Sus hijos: Graciela Profesora de Letras, casada y madre de seis hijos (Fallecida); Delfina Profesora de Piano, casada y madre de una hija (Fallecida); Juan Eduardo Arquitecto y Escritor, casado y padre de dos hijos; Susana Profesora de Letras y de Educación Física; casada y madre de dos hijos. Actualmente escritora de anécdotas publicadas en el 2012 y 2015 (Cuentos y Anécdotas de la Abuela Susy, Ediciones del Boulevard CBA). Ángel Horacio Lo Ceso Abogado, casado y padre de ocho hijos. Su hija Susana Lo Celso de Grupe incluye en sus libros: Cuentos y anécdotas propias de la época y resalta su personalidad familiar.